# Burski ratovi
Burske ratove vodili su u Južnoj Africi Britanci protiv doseljenika nizozemskog porijekla zvanih Buri. 
Prvi burski rat trajao je od 16. prosinca 1880. do 23. ožujka 1881., a Drugi od 11. listopada 1899. do 31. svibnja 1902.
Buri su poraženi i njihov teritorij je postao dio britanskog imperija.
Jedan od sudionika Burskih ratova bio je i Winston Churchill[nedostaje izvor], kasniji britanski premijer.